# Coupe d'Europe des nations de rugby à XIII 1995
Navigation
Édition précédente Édition suivante
La Coupe d'Europe des nations de rugby à XIII 1995 est la vingtième-troisième édition de la Coupe d'Europe des nations de rugby à XIII, elle se déroule du 1er février 1995 au 5 mars 1995, et oppose l'Angleterre, la France et le Pays de Galles. Ces trois nations composent le premier niveau européen.

## France
| Nom                | Âge | Matchs (Ptsmarqués) pendant l'édition | Club          |
| ------------------ | --- | ------------------------------------- | ------------- |
| Ezzedine Attia     | 27  | ? (?)                                 | Cannes        |
| Frédéric Banquet   | 18  | ? (?)                                 | Featherstone  |
| Pascal Bomati      | 21  | ? (?)                                 | XIII Catalan  |
| Didier Cabestany   | 25  | ? (?)                                 | XIII Catalan  |
| Pierre Chamorin    | 24  | ? (?)                                 | Saint-Estève  |
| Brian Coles        |     | ? (?)                                 | XIII Catalan  |
| David Despin       | 23  | ? (?)                                 | Limoux        |
| Daniel Divet       | 28  | ? (?)                                 | Featherstone  |
| Patrick Entat      | 30  | ? (?)                                 | Leeds         |
| Jean-Marc Garcia   | 23  | ? (?)                                 | Saint-Estève  |
| Lilian Hébert      | 23  | ? (?)                                 | Pia           |
| Karl Jaavuo        | 26  | ? (?)                                 | Pia           |
| Bernard Llong      | 27  | ? (?)                                 | XIII Catalan  |
| Laurent Lucchese   | 21  | ? (?)                                 | Sheffield     |
| Stéphane Millet    | 24  | ? (?)                                 | Saint-Gaudens |
| Jacques Pech       | 29  | ? (?)                                 | Pia           |
| Jean-Luc Ramandou  | 31  | ? (?)                                 | Pamiers       |
| Claude Sirvent     | 24  | ? (?)                                 | Saint-Gaudens |
| Frédéric Teixido   | 22  | ? (?)                                 | Limoux        |
| Stéphane Téna      |     | ? (?)                                 | XIII Catalan  |
| Patrick Torreilles | 25  | ? (?)                                 | Pia           |
| Thierry Valéro     | 28  | ? (?)                                 | Lézignan      |

## Classement
| Classement |                |   |   |   |   |    |    |     |
|            | Équipe         | J | V | N | D | PP | PC | Pts |
| 1          | Pays de Galles | 2 | 2 | 0 | 0 | 40 | 26 | 4   |
| 2          | Angleterre     | 2 | 1 | 0 | 1 | 35 | 34 | 2   |
| 3          | France         | 2 | 0 | 0 | 2 | 26 | 41 | 0   |

| 1er février 1995 | Pays de Galles | 18 - 16 | Angleterre     | Ninian Park, Cardiff            |
| 15 février 1995  | Angleterre     | 19 - 16 | France         | Gateshead Stadium, Gateshead    |
| 5 mars 1995      | France         | 10 - 22 | Pays de Galles | Stade Albert-Domec, Carcassonne |

### Rencontres

#### Angleterre - Pays de Galles
(mt : -)
Points marqués : 
- Pays de Galles :
- Angleterre :

Évolution du score : 
Arbitre : Russell Smith 
Spectateurs : 6 252
Compositions des équipes
- Pays de Galles :
- Angleterre :

| Rang | Nation         | Points | Diff |
| ---- | -------------- | ------ | ---- |
| 1    | Pays de Galles | 2      | + 2  |
| 2    | France         | 0      | 0    |
| 3    | Angleterre     | 0      | - 2  |

#### Angleterre - France
(mt : -)
Points marqués : 
- Angleterre : .
- France : .

Évolution du score : 
Arbitre : Jean-Luc Aribaud 
Spectateurs : 6 103
Compositions des équipes
- Angleterre :
- France : Laurent Lucchese - Pascal Bomati, Frédéric Banquet, Stéphane Millet, Jean-Marc Garcia - David Despin (o), Patrick Entat (m) - Karl Jaavuo, Stéphane Tena, Frédéric Teixido, Daniel Divet, Didier Cabestany (c), Jacques Pech - Ezzedine Attia, Claude Sirvent, Lilian Hebert, Jean-Luc Ramandou - Entraîneur :

| Rang | Nation         | Points | Diff |
| ---- | -------------- | ------ | ---- |
| 1    | Pays de Galles | 2      | + 2  |
| 2    | Angleterre     | 2      | + 1  |
| 3    | France         | 0      | - 3  |

#### France - Pays de Galles
(mt :  - )
Points marqués : 
- France :.
- Pays de Galles :.

Évolution du score :
Arbitre :   John Connolly 
Spectateurs : 5 000
Compositions des équipes
- France : Laurent Lucchese - Claude Sirvent, Stéphane Millet, Pierre Chamorin, Jean-Marc Garcia - David Despin (o), Patrick Entat (c, m) - Bernard Llong, Patrick Torreilles, Frédéric Teixido, Daniel Divet, Ezzedine Attia, Thierry Valéro - Frédéric Banquet, Brian Coles, Jacques Pech, Lilian Hebert - Entraîneur :
- Pays de Galles :  - Entraîneur :

| Rang | Nation         | Points | Diff |
| ---- | -------------- | ------ | ---- |
| 1    | Pays de Galles | 4      | + 14 |
| 2    | Angleterre     | 2      | + 1  |
| 3    | France         | 0      | - 15 |